# الرفعى (بني سعد)

تعديل مصدري - تعديل

الرفعى هي إحدى قرى عزلة دير الشريف بمديرية بني سعد التابعة لمحافظة المحويت، بلغ تعداد سكانها 310 نسمة حسب تعداد اليمن لعام 2004.